# Antonio de Acuña
Antonio de Acuña (El Puerto de Santa María, ... – ...; fl. XIX secolo) è stato un pittore e scultore spagnolo.

## Biografia
Come scultore, fu autore di due busti e un monumento equestre di Alfonso XII; come pittore, fu noto per essere pittore di scene di caccia, di corrida e in generale con animali.